# اولف استنلاند
 اولف استنلاند (انگلیسی: Ulf Stenlund؛ زاده ۲۱ ژانویهٔ ۱۹۶۷) یک تنیس‌باز اهل سوئد است. 